# Чарльз Алтамонт Дойл
Чарльз Алтамо́нт Дойл (англ. Charles Altamont Doyle; нар. 25 березня 1832, Лондон — пом. 10 жовтня 1893, Дамфріс) — вікторіанський художник.

## Життєпис
Брат художника Річарда Дойла, і син художника Джона Дойла. Хоча родина була ірландською, Дойл народився та виріс в Англії.
У 1849 році він переїхав до Единбургу, де зустрів Мері Фолі. Пара одружилася 31 липня 1855 року. Їхні діти: Артур Конан Дойл, творець Шерлока Холмса, Джон Френсіс Іннес Хей Дойл (знаний як Іннес або Дафф), Аделаїда та Джейн Роуз Фолі, до шлюбу Дойл (знана як Іда).
Дойл був не таким успішним художником, як хотів, і потерпав від депресії та алкоголізму. Його картини, відображають моторошні події, і з часом цей напрямок тільки посилюється.
1881 року Дойла скерували до будинку літніх людей, що спеціалізується на алкоголізмі. Утім, його депресія посилилася і в нього почалися епілептичні напади. Після насильницької спроби втечі, його відправили до Санісайд Монтроз — Королівський божевільний будинок, де він продовжував писати. Помер у Крайтоні Королівського інституту в Дамфрісі 1893 року.
Видання Етюд у багряних тонах Артура Конан Дойла вийшло 1888 року з ілюстраціями Чарльза Дойла.